# Hydropsyche venularis
Hydropsyche venularis är en nattsländeart som beskrevs av Banks 1914. Hydropsyche venularis ingår i släktet Hydropsyche och familjen ryssjenattsländor. Inga underarter finns listade i Catalogue of Life.